# مدیسون ویلسون
مدیسون ویلسون (انگلیسی: Madison Wilson؛ زادهٔ ۳۱ مهٔ ۱۹۹۴) شناگر اهل استرالیا است.
وی در مسابقات کشوری و بین‌المللی در مجموع برندهٔ ۵ مدال طلا، ۶ مدال نقره، ۵ مدال برنز شده‌است.